# Symfonie (Olsen)
Ole Olsen voltooide zijn enige Symfonie in 1878. De symfonie in geschreven in de toonsoort G majeur .
Olsen had een aantal jaren daarvoor al een symfonie op papier proberen te zetten, maar bleef steken in een adagio en scherzo. Beide deeltje zouden pas veel later opusnummer 39 krijgen. 
Olsen moest zelf de première van zijn enige voltooide symfonie leiden met de voorloper van het Oslo Filharmoniske Orkester (Musikforeningen). Op 14 december 1878 kwam het tot een eerste uitvoering, maar de componist heeft moeite gehad het werk te voltooien. Het tweede deel, het scherzo was namelijk al te horen geweest tijdens een concert op 7 mei 1876. Toen was wel al de complete pianopartituur klaar en ook de orkestpartituur van het scherzo. Olsen werkte dus twee jaar nog aan de orkestratie van de rest. 
De symfonie is geschreven in de traditionele vierdelige opzet binnen het romantische repertoire: 
1. Allegro maestoso
2. Scherzo, allegro
3. Andante
4. Andante quasi adagio – allegro assai

Het programma van de avond was:
- Ole Olsen: Symfonie in G majeur
- Frédéric Chopin – Etude in As majeur door Sina Ring
- Carl Reinecke – Gavoote door Sina Ring
- Franz Liszt – La campanella door Sina Ring
- Niels Gade – Ved solnedgang (voor koor en orkest)
- Camille Saint-Saëns – Danse macabre

De Aftenposten van een paar dagen later was lovend over de symfonie, maar verder dan deze ene kwam Olsen niet. De componist/dirigent voerde het nog wel uit in Wenen, Leipzig en Kopenhagen. Het werk kwam niet verder dan de manuscriptvorm. De complete pianopartij kwam pas in druk in 1883. Olsen droeg die op aan zijn schoonvader, de pianofabrikant Karl Hals.